# حسداي بن شبروط
حسداي بن شبروط (915 – 975 تقريبًا) (بالعبرية: חסדאי בן יצחק בן עזרא אבן שפרוט) طبيب ودبلوماسي يهودي أندلسي، ورئيس الطائفة اليهودية في الأندلس. كان راعي للعلوم، حيث يعتبر من الأوائل الذين وضعوا حجر الأساس للعصر الذهبي اليهودي في الأندلس. كان حسداي سفيراً للخلفاء الأمويين في الأندلس ومبعوثهم الخاص في الدول الأجنبية.

## سيرته
ولد أبو يوسف حسداي بن إسحاق بن عزرا بن شبروط لأسرة من أثرياء جيان. تعلم حسداي في شبابه العبرية والعربية واللاتينية، كما درس الطب، وصنع ترياق للسموم عُرف بترياق الفاروق. ثم أصبح طبيب بلاط الخليفة عبد الرحمن الناصر لدين الله. كما كان مسؤولاً عن جباية الأموال وعائدات السفن التي تدخل ميناء قرطبة.
بعد اعتناق الفيلسوف والطبيب هبة الله لدين الإسلام، غير والد حسداي، إسحاق بن عزرا، دينه كذلك.

## الدبلوماسي
تولى حسداي بعض المهام الدبلوماسية من قبل الخليفة. ففي عام 941 م، أرسله الناصر إلى بلاط راميرو الثاني ملك ليون للتفاوض من أجل إطلاق سراح محمد بن هاشم التجيبي، والاتفاق على شروط للتصالح. وفي عام 949 م/337 هـ، استقبلت قرطبة سفارة من القيصر قسطنطين السابع لدعم الروابط الدبلوماسية مع الأندلس. كان من ضمن الهدايا التي حملتها تلك السفارة، كتابًا طبيًا ونباتيًا مكتوب باليونانية من تأليف ديسقوريدس. ساعد حسداي الراهب اليوناني نيقولا الذي أرسله القيصر البيزنطي قسطنطين عام 340 هـ، لترجمة كتاب ديسقوريدس من اليونانية إلى العربية، وهو الكتاب الذي أصبح مرجعاً كبيراً استخدمه العرب والأوروبيون خلال القرون الوسطى.
وفي عام 955 م، تولى حسداي علاج سانشو الأول ملك ليون من بدانته المفرطة، ثم استقبل حسداي يوحنا الجورزيني [الإنجليزية] سفير الإمبراطور أوتو الأول إلى قرطبة عام 956 م. وفي عام 958 م، عندما استولى أردونيو الرابع على عرش سانشو الأول ملك ليون، طلبت الملكة تودا النافارية من الخليفة الناصر مساعدة حفيدها سانشو على العودة لعرش ليون. فأرسل الناصر حسداي إلى بلاط نافارا، لإقناع تودا بزيارة قرطبة مع ابنها غارسيا وحفيدها سانشو لتقديم ولائهم للخليفة وطلب مساعدتهم بجيوشه. وبعد وفاة الناصر، ظل حسداي في خدمة الخليفة الحكم المستنصر بالله.

## أعماله
عندما علم حسداي بوجود مملكة يهودية مستقلة، حرص على مراسلة بلاطها للتواصل معهم، بعد أن علم بوجودهم من سفيري ملك الصقالبة إلى بلاط قرطبة. وأرسل حسداي معهم رسالة إلى ملك الخزر يصف فيها موقع الأندلس وعلاقاتها الخارجية، وسأله أن يمده بالمعلومات حول الخزر وأصولهم وسياساتهم وقدراتهم العسكرية، وغير ذلك. بعض المؤرخين مثل باير شككوا في الرسالة، وقالوا بأنها كتبت في القرن السادس عشر وأنها ليست من أعمال شبروط. كما أرسل حسداي رسالة إلى الإمبراطورة البيزنطية هيلينا يناشدها منح الحرية الدينية ليهود بيزنطة.
أسس حسداي مدرسة قرطبة التلمودية، واستدعى لها الكثير من علماء اليهود من المغرب والعراق وإيطاليا، وجعل موسى بن حنوخ مديرًا لها، الذي جلبه من إيطاليا، ومن بين هؤلاء العلماء الذي استقطبهم دوناش ابن لبراط النحوي من فاس. في عهد رئاسة حسداي للطائفة اليهودية في الأندلس، بدأ عصر النهضة اليهودي في الأندلس الذي كان بداية لتطور الشعر وعلوم اللغة العبرية. كما تحوَّلت الأندلس إلى أهم مراكز اليهودية في العالم، حيث أصبحت قرطبة مركزًا للدراسات العبرية. وقد وصفته المراجع اليهودية بمؤسس الثقافة الجديدة لليهود في إسبانيا في القرن العاشر. وحمل ابن شفروط اسم «ريش كلاه» الذي يعني «رأس العرش»، لمنافسة لقب «رأس المثبتا»، الذي كان يُطلَق على رؤساء الحلقات الفقهية التلمودية في سورا بالعراق.

## راجع أيضا
- أبو الفضل بن حصداي (حفيده)
- ابن ملكا البغدادي
- السموأل بن يحيى المغربي
- ابن عزرا
- إبراهيم بن داود
- موسى بن ميمون